# Tropoja
Tropoja falu és alközségi központ Albánia északkeleti részén, Kukës városától légvonalban 42, közúton 100 kilométerre észak-északnyugatra, a Valbona folyó völgyétől keleti, Bajram Curritól északkeleti irányban, a 2404 méteres Shkëlzen szerpentinittömegének lábánál, a Koszovóba vezető Qafa e Morinësnél (’Nyárfa-hágó’). Kukës megyén belül Tropoja község része és névadó települése (székhelye azonban Bajram Curri), azon belül Tropoja alközség központja. Az alközség további települései: Asta, Babina, Begaj, Buçaj, Gegaj, Hasaj, Kasaj, Kërrnaja, Kojel, Kovaç, Myhejan, Papaj, Shkëlzen, Shumice-Ahmetaj, Sopot és Viçidol. A 2011-es népszámlálás alapján az alközség népessége 4117 fő.

## Története
Hagyományosan az iszlám felekezetű, a Valbona forrásától nyugatra élő shalákkal ellenségeskedő gashi (vagy shipshani) törzs szállásterülete volt. Az első ízben 1634-ben Gaasi néven feljegyzett törzs fontosabb települései Tropoja, Babina és Gegaj voltak. Az évszázadok során mezőgazdasággal foglalkozó lakossága a keletre elterülő koszovói piacvidék városaival, főként Gjakovával tartott fenn kapcsolatot. Az 1912-ben függetlenné vált Albánia 1913-ban megrajzolt határai (londoni egyezmény) véget vetettek ennek a szerves kapcsolatnak, és Tropoja elszigeteltsége is megnövekedett. A főként hegyvidéki tropojai régió fontos mezőgazdasági központja, a kommunizmus évtizedeiben termelőszövetkezeti központ volt. Több kisebb élelmiszeripari üzemnek is otthont adott, a tropojai aszalt szilva pedig egész Albániában kedvelt volt.

## Nevezetességei
Az alközség fő természeti nevezetessége a 2017 óta a Kárpátok és más európai régiók ősbükkösei elnevezésű természeti világörökség egyik helyszíne, a Gash-völgyi ősbükkös 1261 hektáros területe. Két műemléki védelem alatt álló kulla áll az alközség területén, Babinában a Çeleposhi-kulla, Papajban pedig a Damaj-kulla. Buçaj nevezetessége a Sokoli dervis tekkéje.
Tropoja az Elrabolva 2. című akciófilm egyik forgatási helyszíne.

### Nevezetes tropojaiak
- Viçidolban született Sali Berisha (1944) albán orvos, kardiológus, a rendszerváltás után demokrata párti politikus, több ízben az ország miniszterelnöke, illetve köztársasági elnöke.[9]
- Tropojai származású Elez Biberaj(wd) (1952) amerikai albán politológus.[10]